# 阿明·魏劳赫
阿明·魏劳赫（德語：Armin Weyrauch，1964年1月22日—），德国男子赛艇运动员。他曾代表西德、德国参加世界赛艇锦标赛，获得二枚金牌。他也曾参加1992年夏季奥林匹克运动会。